# Mithlond
Dans l’œuvre de J. R. R. Tolkien, Mithlond est un port elfique. Son nom sindarin est traduit par « Havre(s) Gris ». Mithlond se trouve en bordure de mer, à l’embouchure du fleuve Lhûn, au sein du golfe homonyme, au Lindon, région située à l’ouest de la Terre du Milieu.

## Historique
C’est en Lindon que Círdan le Charpentier de Navires fonda le port de Mithlond, après la destruction du Beleriand à la fin du Premier Âge. Cette fondation marqua d’ailleurs le début du Second Âge de la Terre du Milieu.
À l’époque du Seigneur des anneaux, Mithlond est l’un des derniers bastions elfiques en Terre du Milieu. Il a d’autant plus d’importance que c’est de ce port que les Elfes embarquent pour leur ultime voyage vers les Terres Immortelles, au-delà des mers. Il n’y a donc plus que des départs de ses quais et, au Troisième Âge, seuls les Istari y accostèrent.
Après l’ultime victoire des Peuples Libres sur Sauron, les Porteurs des Anneaux, la Dame Galadriel, Elrond le Semi-Elfe, Gandalf le Blanc, Frodon et Bilbon Sacquet s’embarquèrent pour l’Ouest.

## Univers étendu
Dans le jeu vidéo La Bataille pour la Terre du Milieu II, les Sentinelles de Mithlond sont des lanciers elfes.